# میدان آتشفشانی آگواس زارکاس
میدان آتشفشانی آگواس زارکاس (به لاتین: Aguas Zarcas volcanic field) یک میدان آتشفشانی در کاستاریکا است.